# Вейсайте, Ирена Изидоровна
Ире́на Изи́доровна Вейса́йте (лит. Irena Veisaitė; 9 января 1928, Каунас — 11 декабря 2020, Вильнюс) — советский и литовский литературовед, театровед и театральный критик, общественный деятель; автор трудов по литературе Западной Европы и истории театра.

## Биография
Родилась в Каунасе в еврейской семье. В 1934—1941 годах училась в Каунасской гимназии имени Шолом-Алейхема с обучением на идише. Во время Второй мировой войны в Каунасском гетто потеряла родителей. Матери удалось передать её литовской семье, которая укрывала её до вступления Красной Армии.
В 1947 году окончила Вильнюсскую среднюю школу имени Саломеи Нерис. В 1953 году окончила Московский государственный университет, где изучала немецкий язык и литературу. В 1963 году в Ленинградском государственном университете защитила диссертацию на соискание учёной степени кандидата филологических наук («Поздняя лирика Гейне: „Романсеро“»).
В 1953—1997 годах преподавала в Вильнюсском педагогическом институте (преобразованном в 1992 году в Вильнюсский педагогический университет) курсы западноевропейской литературы, немецкой литературы, истории театра XX века. С 1965 года доцент; в 1999 году удостоена звания почётного профессора Вильнюсского педагогического университета.
С 1963—1964 годов известна как театральный критик.
Cкончалась на 93 году жизни 11 декабря 2020 года в Вильнюсе от последствий коронавирусной инфекции.

## Научная деятельность
Опубликовала свыше 200 статей в печати Литвы и других стран. Составитель нескольких книг; соавтор школьных учебников.

## Общественная деятельность
В 1990 году вместе с профессором Чесловасом Кудабой стала сооснователем Фонда открытой Литвы (Atviros Lietuvos Fondas). До 1993 года была вице-председателем правления Фонда открытой Литвы, в 1993—2000 годах председатель правления. Член правления Института открытого общества (Будапешт) и других международных неправительственных организаций, член кураториума Культурного центра Томаса Манна в Ниде, член Литовского национального комитета ЮНЕСКО, Художественного совета Министерства культуры Литвы.

## Награды и звания
- 1995 — Офицер ордена Великого князя Литовского Гядиминаса.
- 2006 — Медаль Барбары Радзивилл за заслуги в области культуры и просвещения.
- 2008 — Почётный знак Министерства науки и образования Литвы.
- 2012 — Медаль Гёте за деятельность по литовско-германскому культурному обмену и гражданское мужество.
- 2015 — Премия Правительства Литвы в области культуры и искусства.
- 2018 — Гранд-офицер ордена «За заслуги перед Литвой»[3].
- 2020 — Командор ордена «За заслуги перед Федеративной Республикой Германия».

## Книги
- Ауримас Шведас, Ирена Вейсайте. Жизнь должна быть чистой. Перевод с литовского Анны Герасимовой. М.: Пробел-2000, 2019.